# Gran Premio de Italia de Motociclismo de 2023
El Gran Premio de Italia de Motociclismo de 2023 (oficialmente: Gran Premio d'Italia Oakley) fue la sexta prueba del Campeonato del Mundo de Motociclismo de 2023. Tuvo lugar el fin de semana del 9 al 11 de junio de 2023 en el Autódromo Internacional del Mugello, situado en Scarperia e San Piero, Toscana (Italia).
La carrera al sprint de MotoGP fue ganada por Francesco Bagnaia, seguido de Marco Bezzecchi y Jorge Martín.
La carrera de MotoGP fue ganada por Francesco Bagnaia, seguido de Jorge Martín y Johann Zarco. Pedro Acosta fue el ganador de la prueba de Moto2, por delante de Tony Arbolino y Jake Dixon. La carrera de Moto3 fue ganada por Daniel Holgado, Deniz Öncü fue segundo y Ayumu Sasaki tercero.

## Resultados

### Resultados MotoGP

#### Carrera al sprint
| Pos.    | N.º | Piloto                | Equipo                       | Constructor | Vueltas | Tiempo    | Parrilla | Puntos |
| ------- | --- | --------------------- | ---------------------------- | ----------- | ------- | --------- | -------- | ------ |
| 1       | 1   | Francesco Bagnaia     | Ducati Lenovo Team           | Ducati      | 11      | 19:41.183 | 1        | 12     |
| 2       | 72  | Marco Bezzecchi       | Mooney VR46 Racing Team      | Ducati      | 11      | +0.369    | 6        | 9      |
| 3       | 89  | Jorge Martín          | Prima Pramac Racing          | Ducati      | 11      | +0.952    | 5        | 7      |
| 4       | 5   | Johann Zarco          | Prima Pramac Racing          | Ducati      | 11      | +1.009    | 8        | 6      |
| 5       | 10  | Luca Marini           | Mooney VR46 Racing Team      | Ducati      | 11      | +3.668    | 4        | 5      |
| 6       | 43  | Jack Miller           | Red Bull KTM Factory Racing  | KTM         | 11      | +3.772    | 5        | 4      |
| 7       | 93  | Marc Márquez          | Repsol Honda Team            | Honda       | 11      | +3.905    | 2        | 3      |
| 8       | 41  | Aleix Espargaró       | Aprilia Racing               | Aprilia     | 11      | +6.062    | 8        | 2      |
| 9       | 23  | Enea Bastianini       | Ducati Lenovo Team           | Ducati      | 11      | +6.431    | 12       | 1      |
| 10      | 20  | Fabio Quartararo      | Monster Energy Yamaha MotoGP | Yamaha      | 11      | +6.458    | 15       |        |
| 11      | 33  | Brad Binder           | Red Bull KTM Factory Racing  | KTM         | 11      | +6.672    | 11       |        |
| 12      | 88  | Miguel Oliveira       | CryptoDATA RNF MotoGP Team   | Aprilia     | 11      | +7.930    | 18       |        |
| 13      | 12  | Maverick Viñales      | Aprilia Racing               | Aprilia     | 11      | +9.002    | 13       |        |
| 14      | 49  | Fabio Di Giannantonio | Gresini Racing MotoGP        | Ducati      | 11      | +11.508   | 19       |        |
| 15      | 51  | Michele Pirro         | Aruba.it Racing              | Ducati      | 11      | +14.344   | 17       |        |
| 16      | 21  | Franco Morbidelli     | Monster Energy Yamaha MotoGP | Yamaha      | 11      | +16.666   | 14       |        |
| 17      | 30  | Takaaki Nakagami      | LCR Honda Idemitsu           | Honda       | 11      | +16.725   | 16       |        |
| 18      | 32  | Lorenzo Savadori      | Aprilia Racing               | Aprilia     | 11      | +17.247   | 22       |        |
| 19      | 25  | Raúl Fernández        | CryptoDATA RNF MotoGP Team   | Aprilia     | 11      | +21.596   | 20       |        |
| 20      | 37  | Augusto Fernández     | GasGas Factory Racing Tech3  | KTM         | 11      | +35.212   | 21       |        |
| 21      | 94  | Jonas Folger          | GasGas Factory Racing Tech3  | KTM         | 11      | +46.189   | 23       |        |
| Ret     | 42  | Álex Rins             | LCR Honda Castrol            | Honda       | 3       | Caída     | 10       |        |
| Ret     | 73  | Álex Márquez          | Gresini Racing MotoGP        | Ducati      |         | Caída     | 3        |        |
| DNS     | 36  | Joan Mir              | Repsol Honda Team            | Honda       |         | No corrió |          |        |
| 1.      |     |                       |                              |             |         |           |          |        |
| Fuente: |     |                       |                              |             |         |           |          |        |

#### Carrera larga
| Pos.    | N.º | Piloto                | Equipo                       | Constructor | Vueltas | Tiempo    | Parrilla | Puntos |
| ------- | --- | --------------------- | ---------------------------- | ----------- | ------- | --------- | -------- | ------ |
| 1       | 1   | Francesco Bagnaia     | Ducati Lenovo Team           | Ducati      | 23      | 41:16.863 | 1        | 25     |
| 2       | 89  | Jorge Martín          | Prima Pramac Racing          | Ducati      | 23      | +1.067    | 5        | 20     |
| 3       | 5   | Johann Zarco          | Prima Pramac Racing          | Ducati      | 23      | +1.977    | 9        | 16     |
| 4       | 10  | Luca Marini           | Mooney VR46 Racing Team      | Ducati      | 23      | +4.625    | 3        | 13     |
| 5       | 33  | Brad Binder           | Red Bull KTM Factory Racing  | KTM         | 23      | +8.925    | 10       | 11     |
| 6       | 41  | Aleix Espargaró       | Aprilia Racing               | Aprilia     | 23      | +10.908   | 8        | 10     |
| 7       | 43  | Jack Miller           | Red Bull KTM Factory Racing  | KTM         | 23      | +10.999   | 4        | 9      |
| 8       | 72  | Marco Bezzecchi       | Mooney VR46 Racing Team      | Ducati      | 23      | +12.654   | 7        | 8      |
| 9       | 23  | Enea Bastianini       | Ducati Lenovo Team           | Ducati      | 23      | +17.102   | 11       | 7      |
| 10      | 21  | Franco Morbidelli     | Monster Energy Yamaha MotoGP | Yamaha      | 23      | +17.610   | 13       | 6      |
| 11      | 20  | Fabio Quartararo      | Monster Energy Yamaha MotoGP | Yamaha      | 23      | +17.861   | 14       | 5      |
| 12      | 12  | Maverick Viñales      | Aprilia Racing               | Aprilia     | 23      | +19.110   | 12       | 4      |
| 13      | 30  | Takaaki Nakagami      | LCR Honda Idemitsu           | Honda       | 23      | +21.947   | 15       | 3      |
| 14      | 49  | Fabio Di Giannantonio | Gresini Racing MotoGP        | Ducati      | 23      | +25.906   | 18       | 2      |
| 15      | 37  | Augusto Fernández     | GasGas Factory Racing Tech3  | KTM         | 23      | +26.500   | 20       | 1      |
| 16      | 51  | Michele Pirro         | Aruba.it Racing              | Ducati      | 23      | +30.150   | 16       |        |
| 17      | 25  | Raúl Fernández        | CryptoDATA RNF MotoGP Team   | Aprilia     | 23      | +38.001   | 19       |        |
| 18      | 32  | Lorenzo Savadori      | Aprilia Racing               | Aprilia     | 23      | +38.662   | 21       |        |
| 19      | 94  | Jonas Folger          | GasGas Factory Racing Tech3  | KTM         | 23      | +1:18.912 | 22       |        |
| Ret     | 73  | Álex Márquez          | Gresini Racing MotoGP        | Ducati      | 14      | Caída     | 6        |        |
| Ret     | 88  | Miguel Oliveira       | CryptoDATA RNF MotoGP Team   | Aprilia     | 10      | Caída     | 17       |        |
| Ret     | 93  | Marc Márquez          | Repsol Honda Team            | Honda       | 5       | Caída     | 2        |        |
| DNS     | 42  | Álex Rins             | LCR Honda Castrol            | Honda       | 0       | No corrió |          |        |
| DNS     | 36  | Joan Mir              | Repsol Honda Team            | Honda       | 0       | No corrió |          |        |
| 1.      |     |                       |                              |             |         |           |          |        |
| Fuente: |     |                       |                              |             |         |           |          |        |

### Resultados Moto2
| Pos.    | N.º | Piloto                  | Constructor | Vueltas | Tiempo     | Parrilla | Puntos |
| ------- | --- | ----------------------- | ----------- | ------- | ---------- | -------- | ------ |
| 1       | 37  | Pedro Acosta            | Kalex       | 19      | 35:38.328  | 2        | 25     |
| 2       | 14  | Tony Arbolino           | Kalex       | 19      | +6.194     | 10       | 20     |
| 3       | 96  | Jake Dixon              | Kalex       | 19      | +8.582     | 6        | 16     |
| 4       | 40  | Arón Canet              | Kalex       | 19      | +8.847     | 1        | 13     |
| 5       | 13  | Celestino Vietti        | Kalex       | 19      | +9.534     | 7        | 11     |
| 6       | 21  | Alonso López            | Boscoscuro  | 19      | +10.852    | 9        | 10     |
| 7       | 12  | Filip Salač             | Kalex       | 19      | +13.994    | 5        | 9      |
| 8       | 18  | Manuel González         | Kalex       | 19      | +16.171    | 11       | 8      |
| 9       | 35  | Somkiat Chantra         | Kalex       | 19      | +18.008    | 17       | 7      |
| 10      | 11  | Sergio García           | Kalex       | 19      | +18.021    | 16       | 6      |
| 11      | 34  | Mattia Pasini           | Kalex       | 19      | +20.365    | 18       | 5      |
| 12      | 16  | Joe Roberts             | Kalex       | 19      | +22.895    | 4        | 4      |
| 13      | 71  | Dennis Foggia           | Kalex       | 19      | +23.143    | 21       | 3      |
| 14      | 64  | Bo Bendsneyder          | Kalex       | 19      | +23.851    | 20       | 2      |
| 15      | 79  | Ai Ogura                | Kalex       | 19      | +24.307    | 14       | 1      |
| 16      | 7   | Barry Baltus            | Kalex       | 19      | +25.046    | 19       |        |
| 17      | 72  | Borja Gómez             | Kalex       | 19      | +28.601    | 25       |        |
| 18      | 28  | Izan Guevara            | Kalex       | 19      | +29.642    | 24       |        |
| 19      | 4   | Sean Dylan Kelly        | Kalex       | 19      | +48.482    | 23       |        |
| 20      | 19  | Lorenzo Dalla Porta     | Forward     | 19      | +48.708    | 29       |        |
| 21      | 23  | Taiga Hada              | Kalex       | 19      | +59.397    | 28       |        |
| 22      | 27  | Kasma Daniel            | Kalex       | 19      | +1:31.843  | 30       |        |
| 23      | 75  | Albert Arenas           | Kalex       | 17      | +2 vueltas | 15       |        |
| Ret     | 84  | Zonta van den Goorbergh | Kalex       | 9       | Caída      | 22       |        |
| Ret     | 3   | Lukas Tulovic           | Kalex       | 7       | Caída      | 26       |        |
| Ret     | 22  | Sam Lowes               | Kalex       | 0       | Caída      | 3        |        |
| Ret     | 54  | Fermín Aldeguer         | Boscoscuro  | 0       | Caída      | 8        |        |
| Ret     | 52  | Jeremy Alcoba           | Kalex       | 0       | Caída      | 12       |        |
| Ret     | 15  | Darryn Binder           | Kalex       | 0       | Caída      | 13       |        |
| Ret     | 42  | Marcos Ramírez          | Forward     | 0       | Caída      | 27       |        |
| DNS     | 33  | Rory Skinner            | Kalex       | 0       | No corrió  |          |        |
| 1.      |     |                         |             |         |            |          |        |
| Fuente: |     |                         |             |         |            |          |        |

### Resultados Moto3
| Pos.    | N.º | Piloto             | Constructor | Vueltas | Tiempo    | Parrilla | Puntos |
| ------- | --- | ------------------ | ----------- | ------- | --------- | -------- | ------ |
| 1       | 96  | Daniel Holgado     | KTM         | 17      | 33:27.315 | 3        | 25     |
| 2       | 53  | Deniz Öncü         | KTM         | 17      | +0.051    | 1        | 20     |
| 3       | 71  | Ayumu Sasaki       | Husqvarna   | 17      | +0.056    | 2        | 16     |
| 4       | 80  | David Alonso       | Gas Gas     | 17      | +0.172    | 10       | 13     |
| 5       | 5   | Jaume Masiá        | Honda       | 17      | +0.487    | 6        | 11     |
| 6       | 95  | Collin Veijer      | Husqvarna   | 17      | +13.321   | 16       | 10     |
| 7       | 10  | Diogo Moreira      | KTM         | 17      | +13.332   | 22       | 9      |
| 8       | 54  | Riccardo Rossi     | Honda       | 17      | +13.360   | 5        | 8      |
| 9       | 82  | Stefano Nepa       | KTM         | 17      | +13.429   | 23       | 7      |
| 10      | 27  | Kaito Toba         | KTM         | 17      | +13.460   | 12       | 6      |
| 11      | 48  | Iván Ortolá        | KTM         | 17      | +14.146   | 25       | 5      |
| 12      | 18  | Matteo Bertelle    | Honda       | 17      | +14.243   | 4        | 4      |
| 13      | 19  | Scott Ogden        | Honda       | 17      | +15.023   | 9        | 3      |
| 14      | 99  | José Antonio Rueda | KTM         | 17      | +15.701   | 13       | 2      |
| 15      | 6   | Ryusei Yamanaka    | Gas Gas     | 17      | +15.744   | 14       | 1      |
| 16      | 16  | Andrea Migno       | Honda       | 17      | +20.945   | 7        |        |
| 17      | 55  | Romano Fenati      | Honda       | 17      | +23.062   | 15       |        |
| 18      | 38  | David Salvador     | KTM         | 17      | +38.743   | 27       |        |
| 19      | 58  | Luca Lunetta       | KTM         | 17      | +38.783   | 28       |        |
| 20      | 64  | Mario Aji          | Honda       | 17      | +38.981   | 18       |        |
| 21      | 70  | Joshua Whatley     | Honda       | 17      | +39.002   | 19       |        |
| 22      | 22  | Ana Carrasco       | KTM         | 17      | +40.085   | 20       |        |
| Ret     | 72  | Taiyo Furusato     | Honda       | 16      | Caída     | 8        |        |
| Ret     | 24  | Tatsuki Suzuki     | Honda       | 16      | Caída     | 11       |        |
| Ret     | 21  | Vicente Pérez      | KTM         | 8       | Caída     | 26       |        |
| Ret     | 66  | Joel Kelso         | CFMoto      | 7       | Caída     | 21       |        |
| Ret     | 7   | Filippo Farioli    | KTM         | 1       | Caída     | 17       |        |
| Ret     | 43  | Xavier Artigas     | CFMoto      | 1       | Caída     | 24       |        |
| DNS     | 63  | Syarifuddin Azman  | KTM         | 0       | No corrió |          |        |
| 1.      |     |                    |             |         |           |          |        |
| Fuente: |     |                    |             |         |           |          |        |